# Josef Blösche

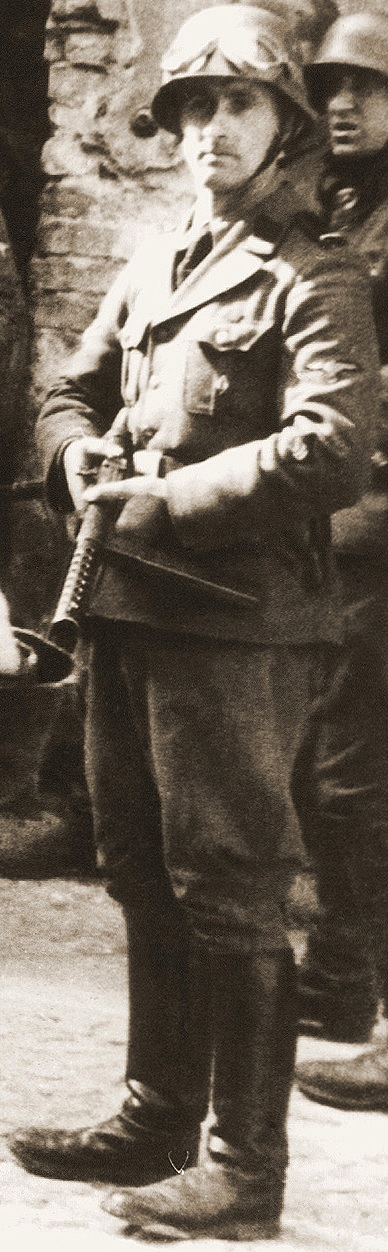
Josef Blösche als SS-Rottenführer im SS-Sicherheitsdienst mit MP28 im Anschlag. Hier bei einer Razzia im Warschauer Ghetto (Mai 1943).

Josef Blösche (* 5. Februar 1912 in Friedland in Böhmen, Österreich-Ungarn; † 29. Juli 1969 in Leipzig) war als SS-Rottenführer unter anderem an der Liquidierung der Menschen im Warschauer Ghetto und an der Bekämpfung des Warschauer Aufstandes beteiligt. Er wurde durch das Foto des Jungen aus dem Warschauer Ghetto, auf dem zu sehen ist, wie er seine Maschinenpistole in Richtung eines Jungen mit Stoffmütze hält, als Synonym für die Grausamkeit der SS weltbekannt.

## Leben

### Herkunft
Blösches Eltern besaßen einen kleinen Ziegeleibetrieb sowie ein Gasthaus mit Biergarten. Nach dem Ersten Weltkrieg gehörte die Familie zur sudetendeutschen Minderheit in der Tschechoslowakei. Ab 1926 absolvierte Blösche in Reichenberg eine Ausbildung zum Kellner. 1935 trat er in die Sudetendeutsche Partei ein, bei der er als Ordner, Saalschutz und Austräger fungierte. Blösche wirkte auch beim „Freiwilligen deutschen Schutzdienst“ der Sudetendeutschen Partei mit und machte sich einen Namen als Schläger. Im Jahre 1936 musste er wegen einer Schlägerei 48 Stunden in Arrest. 

### Grenzpolizeischule der SS und Einsatzkommandos
Blösche erhielt wie die meisten Sudetendeutschen die Medaille zur Erinnerung an den 1. Oktober 1938. Am 13. Januar 1939 beantragte Blösche die Aufnahme in die NSDAP und wurde rückwirkend zum 1. November 1938 aufgenommen (Mitgliedsnummer 6.547.348). Blösche wurde auch in den Sicherheitsdienst (SD) der SS übernommen (SS-Nummer 314.655) und dort ideologisch geschult. Ab Dezember 1939 besuchte er die Grenzpolizeischule der SS und der Gestapo in Pretzsch. Hier wurden die im Ostfeldzug hinter der Wehrmacht nachrückenden Einsatztruppen ausgebildet.
Im März 1940 wurde Blösche ins besetzte Warschau versetzt und dort zunächst mit Möbeltransporten zu einer Außenstelle des SD-Hauptamtes beschäftigt. Im Sommer 1940 wurde er nach Platerów, 120 Kilometer östlich von Warschau in der Nähe der sowjetischen Grenze, versetzt. Sein Dienst dort bestand überwiegend aus Streifengängen zwischen Platerów und dem Grenzfluss Bug. Seine Versetzung zum Grenzpolizeikommissariat Siedlce folgte im Mai 1941. Nach dem Überfall auf die Sowjetunion im Juli 1941 wurde er nach Warschau zurückberufen, da die bisherige Grenze nicht mehr existierte.
Ab August 1941 war Blösche Angehöriger eines Einsatzkommandos, das hinter der Front Erschießungen in kleineren Orten des besetzten Teils der Sowjetunion durchführte. Im Oktober 1941 kehrte er nach Warschau zurück, wo er dem Kommandeur der Sicherheitspolizei und des Sicherheitsdienstes für den Distrikt Warschau, Ludwig Hahn, unterstellt und Mitarbeiter der Abteilung IV der Gestapo wurde. Blösches Aufgabe war, verdächtige Personen im Stadtgebiet festzunehmen und deren Transport vom Gefängnis zur Vernehmung durch die Gestapo zu regeln. Er wurde aber auch mit Dolmetscheraufgaben und Botengängen betraut.

### SD-Mann im Warschauer Ghetto

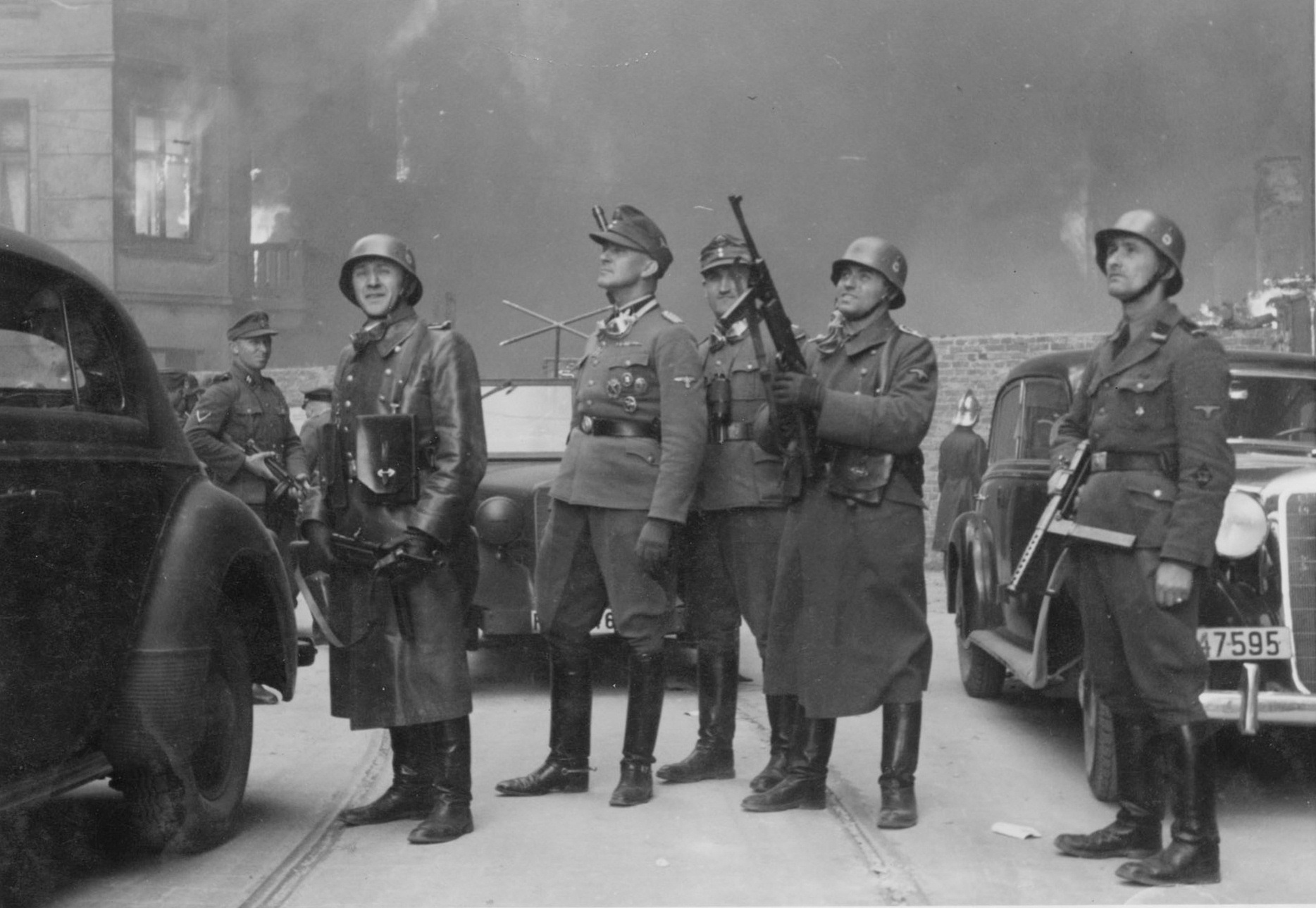
Blösche (rechts) im Gefolge von Jürgen Stroop, dem „Führer der Großaktion“ (2. v. l. mit Feldmütze) gegen den Aufstand im Warschauer Ghetto (1943)

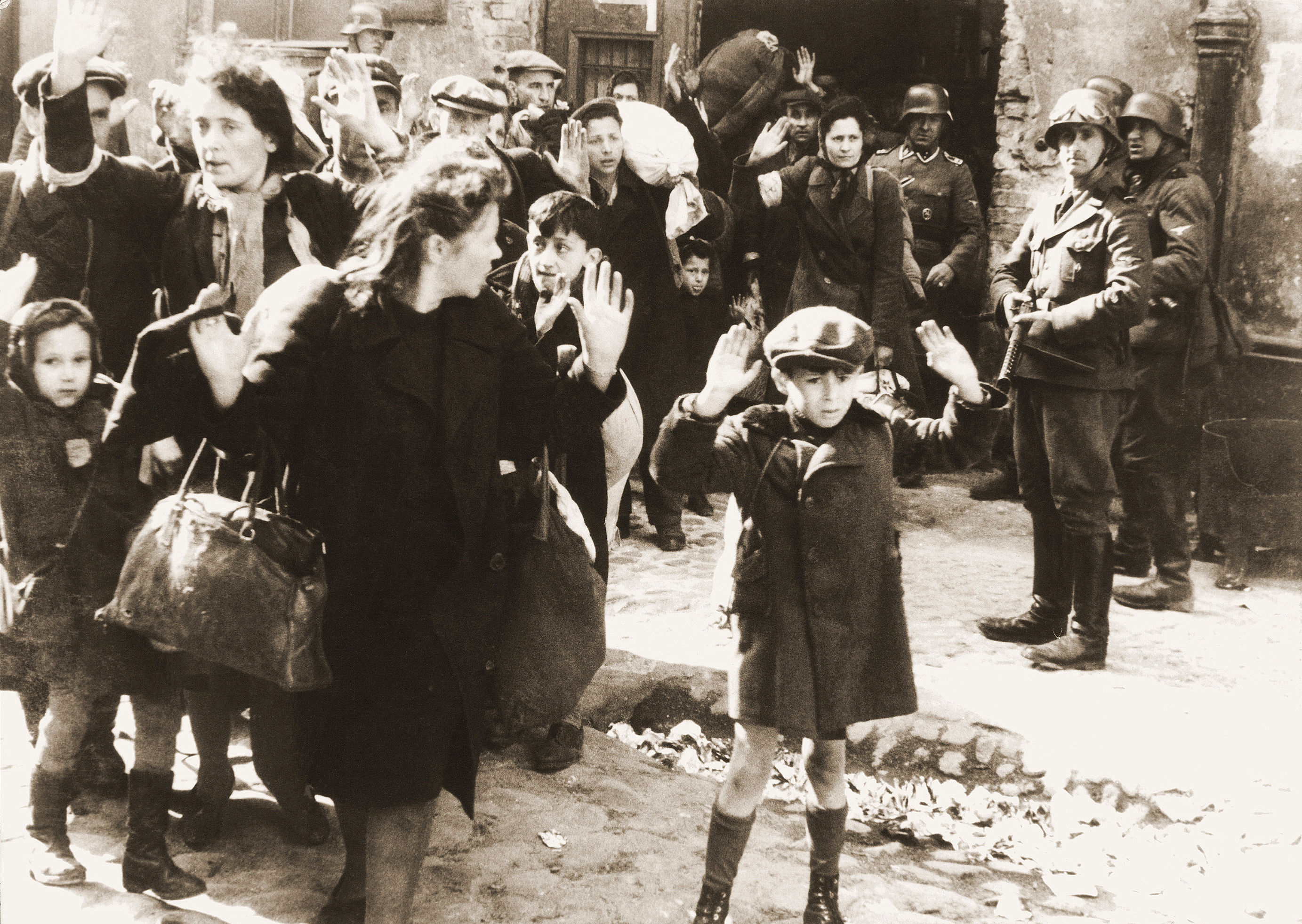
Blösche (rechts) mit MP im Anschlag bei einer Razzia im Warschauer Ghetto (1943)

Im Sommer 1942 wurde Blösche in die Außenstelle des SD im Warschauer Ghetto versetzt. Dort begannen zu jener Zeit die ersten großen Deportationen nach Treblinka. In der Außenstelle wurden Deportationsmaßnahmen überwacht und die Deportiertenzahlen erfasst. Zwischen dem 22. Juli und dem 30. September 1942 wurden mindestens 225.000 Menschen abtransportiert. Blösche und andere SD-Männer führten darüber hinaus wahllos Erschießungen durch und waren alsbald als Todesschützen gefürchtet. Zu ihren Aufgaben zählte auch das Durchsuchen bereits geräumter Gebäude nach versteckten oder zurückgelassenen Personen und deren Liquidierung. Blösche entwickelte sich hierbei zu einem Fachmann im Aufspüren von Verstecken, Hohlräumen und Geheimgängen.
Im Warschauer Ghetto bekam Blösche von den Juden die Spitznamen „Frankenstein“ und „Fleischer“. Dies ist auf seinen sadistischen Drang zurückzuführen – Blösche war oft an Vergewaltigungen jüdischer Frauen beteiligt und dafür berüchtigt, dass er die Opfer nach der Vergewaltigung erschoss.
Auch bei der zweiten Deportationswelle im Januar 1943 war Blösche beteiligt. Er räumte mit aller Brutalität ganze Straßenzüge, durchkämmte die verlassenen Gebäude und führte willkürliche Hinrichtungen durch. Wegen des Aufstands im Warschauer Ghetto wurden die Deportationen jedoch nach wenigen Tagen vorübergehend eingestellt. Als im April 1943 auf Befehl Jürgen Stroops der Widerstand gebrochen und das Ghetto aufgelöst werden sollte, griffen die frisch eingetroffenen SS- und Schutzpolizei-Einheiten auf die erfahrenen SD-Männer um Blösche zurück, die in den bereits geräumten Gebäuden noch versteckte Menschen aufspürten und meist sofort erschossen. Blösche nahm auch an Massenhinrichtungen teil. Von den etwa 600 Opfern des Massakers im Ghetto vom 19. April 1943 soll er nach eigenen Angaben 75 selbst erschossen haben. Weitere Massenhinrichtungen in den folgenden Tagen schlossen sich an.
Im Mai 1943 wurde ein Bildbericht, der Stroop-Bericht, über die Fortschritte der Liquidierung des Ghettos für Heinrich Himmler erstellt. Zum bekanntesten Foto des Berichts sollte ein Foto werden, das sich ergebende Frauen und Kinder zeigt, die von Blösche – in SD-Uniform und mit einer Maschinenpistole im Anschlag – zum Umschlagplatz des Ghettos getrieben wurden. Der Bericht wurde später Beweismittel in den Nürnberger Prozessen und avancierte zum Synonym für die Grausamkeit der SS.
Ende Mai 1943 war das Ghetto vollständig „liquidiert“ und Blösche wurde zurück zur Hauptdienststelle beordert, für die er abermals Botengänge verrichtete und Personenschutz für Gestapo-Offiziere leistete. Im September 1943 wurde er vor der Warschauer Hauptpost von einem Polen angeschossen, woraufhin er Heimaturlaub in Friedland bekam. Nach seiner Rückkehr nach Warschau wurde Blösche in die Registratur der Gestapo versetzt, in der er gemeinsam mit Susanne Held arbeitete, mit der er bereits einige Zeit verlobt war. Sie mussten in der Registratur Personenakten der vom Warschauer Pawiak-Gefängnis nach Auschwitz oder Treblinka deportierten Gefangenen verwalten. An den Wochenenden beteiligte sich Blösche jedoch auch weiterhin an Verhaftungsaufgaben der Gestapo im Stadtgebiet.

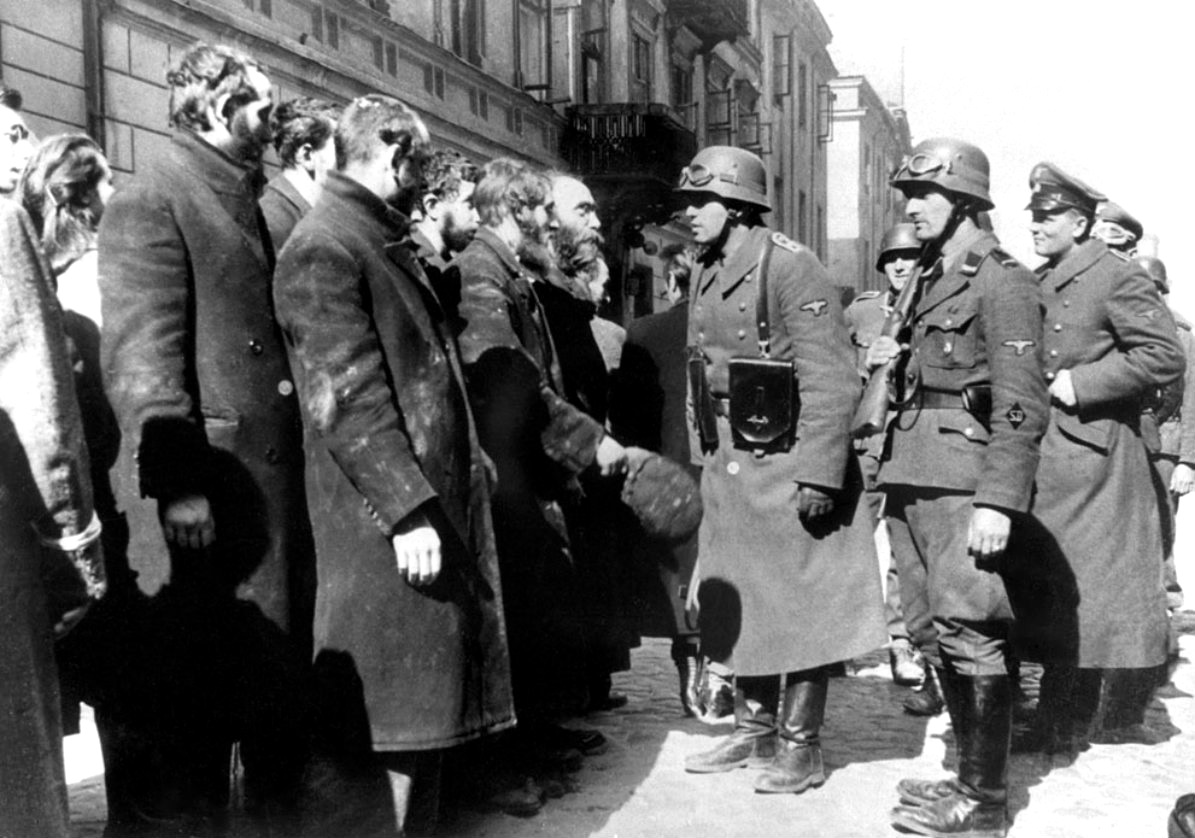
Heinrich Klaustermeyer verhört Bewohner des Ghettos. Blösche (vorne rechts) mit geschultertem Gewehr (1943)

Beim Ausbruch des Warschauer Aufstands am 1. August 1944 wurde Blösche mit anderen Mitarbeitern in der Registratur angegriffen und eingeschlossen. Die Wehrmacht konnte nach tagelangen Kämpfen die Eingeschlossenen befreien. Blösche wurde an den westlichen Stadtrand von Warschau versetzt, wo keine Kampfhandlungen stattfanden und wo er mit Streifengängen beauftragt wurde. Im September 1944 wurde er nach Skierniewice versetzt und von dort aus zur Bekämpfung des Slowakischen Nationalaufstands abkommandiert, der jedoch bei der Ankunft der Einsatzgruppe bereits niedergeschlagen worden war. Er bezog Winterquartier in Levoča. Von dort aus fand Partisanenbekämpfung in den umliegenden Wäldern und Bergen statt. Im April 1945 wurde er nach Žilina nahe der polnischen Grenze verlegt. Von dort aus floh Blösche vor der herannahenden Roten Armee, zunächst in Uniform, später in Zivilkleidung, wurde aber Anfang Mai 1945 bei Mährisch-Ostrau gefangen genommen.

### Nachkriegszeit
Als Kriegsgefangener führte Blösches Weg zunächst zu Fuß nach Wien, im Juni 1945 mit der Eisenbahn ins sowjetische Durchgangslager Máramarossziget in Ungarn, dann weiter nach Moskau, von dort aus nach Dnepropetrowsk und zuletzt nach Kirowabad in Aserbaidschan, wo die Gefangenen im Straßen- und Bergbau eingesetzt wurden. Im Frühjahr 1946 wurde Blösche nach Pilsen verbracht, wo er zu Aufräumarbeiten in den Škoda-Werken herangezogen wurde. Ab Juli 1946 war er Fördermann in einem Steinkohlenbergwerk in Vítkovice.
Am 6. August 1946 wurde sein Gesicht an Nase, Mund und Kinn bei einem Arbeitsunfall schwer verletzt, als ein Förderkorb ihn am Kopf erfasste. Bis Juni 1947 blieb er arbeitsunfähig und wurde anschließend formlos aus der Kriegsgefangenschaft entlassen. Er blieb noch einige Wochen als Zivilbeschäftigter in der Grube des inzwischen aufgelösten Kriegsgefangenenlagers beschäftigt, machte sich jedoch im Herbst 1947 auf den Weg nach Urbach in Thüringen, von wo ihn Kunde von seiner Familie erreicht hatte.
Ab 20. Januar 1948 war Blösche im VEB Kaliwerk Volkenroda in der Aufbereitung beschäftigt und wurde dort schnell Vorarbeiter. 1957 absolvierte er im Kaliwerk „Karl Liebknecht“ in Bleicherode einen Meisterlehrgang im Bergmaschinenwesen. Aufgrund von Manipulationen einer Wiegeeinrichtung im Frühjahr 1961 wurde Blösche für ein halbes Jahr zum Hilfsschlosser degradiert. Ab Herbst 1961 erhielt er wieder eine verantwortungsvollere Aufgabe in der Grube, jedoch nicht mehr den Meistertitel. Seine Frau Hanna, die er 1947 kennengelernt und mit der er zwei Kinder hatte, betrieb von 1961 bis 1965 die örtliche Konsum-Gaststätte in Urbach. Blösche half neben seiner Arbeit in der Gaststätte aus und war auch noch als Erntehelfer beschäftigt.
Die Eltern und zwei Schwestern Josef Blösches wohnten ebenfalls in und um Urbach; die Gaststätte war der zentrale Treffpunkt der Einwohner. Blösche war vollständig sozial integriert, von seinem Vorleben wussten die wenigsten. Bei der Hamburger Staatsanwaltschaft und beim Ministerium für Staatssicherheit der DDR hatten jedoch Mitte der 1960er-Jahre bereits Ermittlungen gegen Blösche begonnen. Vorausgegangen war 1960 eine Anzeige bei der Staatsanwaltschaft Hamburg gegen Ludwig Hahn. Während der nachfolgenden Ermittlungen wurde Blösche 1961 von seinem früheren SS-Kameraden Heinrich Klaustermeyer schwer belastet und im Februar 1962 beim Landgericht Hamburg eindeutig identifiziert. Im Mai 1965 stellte das Amtsgericht Hamburg Haftbefehl gegen Blösche. Im Dezember 1965 wandte sich Heinz Schenk, Vorsitzender der Jüdischen Gemeinde Ost-Berlins, nach Bitten von Heinz Galinski, dem Vorsitzenden der Jüdischen Gemeinde West-Berlins, mit den Hinweisen gegen Blösche an den DDR-Staatssekretär für Kirchenfragen, woraufhin dieser das Ministerium für Staatssicherheit informierte. Erst im April 1966, vier Jahre nach Blösches Identifikation, wurde der Vorgang der Generalstaatsanwaltschaft der DDR offiziell übergeben, die das Rechtshilfeersuchen aus Hamburg an die für die Aufklärung von Kriegsverbrechen zuständige Hauptabteilung IX/11 der Staatssicherheit weitergab.

### Verhaftung und Prozess
Am 11. Januar 1967 wurde Blösche verhaftet und in der zentralen Untersuchungshaftanstalt des MfS in Berlin-Hohenschönhausen inhaftiert. Während der zweijährigen Untersuchungshaft gestand Blösche zahlreiche Kriegsverbrechen, von einzelnen Erschießungen über Massenhinrichtungen bis hin zur Beteiligung an allen großen Deportationsaktionen aus dem Warschauer Ghetto. Er bezeugte auch seine Identität auf dem bereits erwähnten Foto vom Mai 1943. Ab März 1969 verhandelte das Bezirksgericht Erfurt gegen ihn und verurteilte ihn am 30. April 1969 wegen der Beteiligung an der Deportation von mindestens 300.000 Menschen zum Tode (Lfd. Nr. 1049 in DJuNSV Bd.II). Das Urteil wurde in der Zentralen Hinrichtungsstätte der DDR im Leipziger Gefängnis in der Alfred-Kästner-Straße per Genickschuss vollstreckt. Die Leiche wurde unter Geheimhaltung zum nahe gelegenen Südfriedhof gebracht und anonym verbrannt.
Ab dem Jahr 2000 recherchierte Heribert Schwan gemeinsam mit Helgard Heindrichs die Geschichte des SS-Mannes auf dem bekannten Foto und produzierte eine umfassende Reportage, die der WDR im Jahr 2003 ausstrahlte.